# Литвин Микола Олексійович
Микола Олексійович Литвин (нар. 14 червня 1932 в селі Мамекине Новгород-Сіверського району Чернігівської області) — громадський і державний діяч України. Кандидат історичних наук.

## Посади
Був:
- завідувачем відділом пропаганди і агітації ЦК ЛКСМ України
- помічником Голови Верховної Ради України
- помічником Голови Ради Міністрів України
- першим заступником директора РАТАУ
- першим заступником завідувача відділу організаційно-партійної і кадрової роботи ЦК Компартії України
- науковим консультантом Президента України
- керівником Служби Глави Адміністрації Президента України
- З 2002 — керівник Секретаріату, перший помічник Голови Верховної Ради України

Працював у:
- Центральній виборчій комісії (секретарем)[1],
- Київській міській державній адміністрації,
- апараті Верховної Ради України
- Секретаріаті Кабінету Міністрів України.

## Мемуари
В 2012 видав тиражем 500 примірників російською мовою книгу зі спогадами:
- Не лукавя перед собой / Николай Алексеевич Литвин.- К. : УАИП «Рада», 2012.- 525,[2] с. — ISBN 978-966-7909-59-8.

## Відзнаки
Заслужений працівник культури України.
Нагороджений:
- орденом «Знак Пошани»
- орденами «За заслуги» III та II ступенів
- орденом Богдана Хмельницького
- Почесною грамотою Президії Верховної Ради УРСР
- Почесною грамотою Верховної Ради України
- Почесною грамотою Кабінету Міністрів України
- Почесним знаком товариства «Чернігівське земляцтво»
- медалями